# 康志军
康志军（1966年4月—），黑龙江哈尔滨人，汉族，中国共产党党员。中华人民共和国政治人物、第十三届全国人民代表大会黑龙江地区代表。

## 生平
2017年7月任大庆石化公司总经理、党委副书记。同年任中共大庆市委常委。2018年，被选为全国人大代表。